# Mont Terra Nova
Pour les articles homonymes, voir Terra Nova.
Le mont Terra Nova est une montagne située sur l'île de Ross, en Antarctique. Volcan bouclier désormais éteint, il est voisin du mont Erebus, toujours actif.

## Géographie

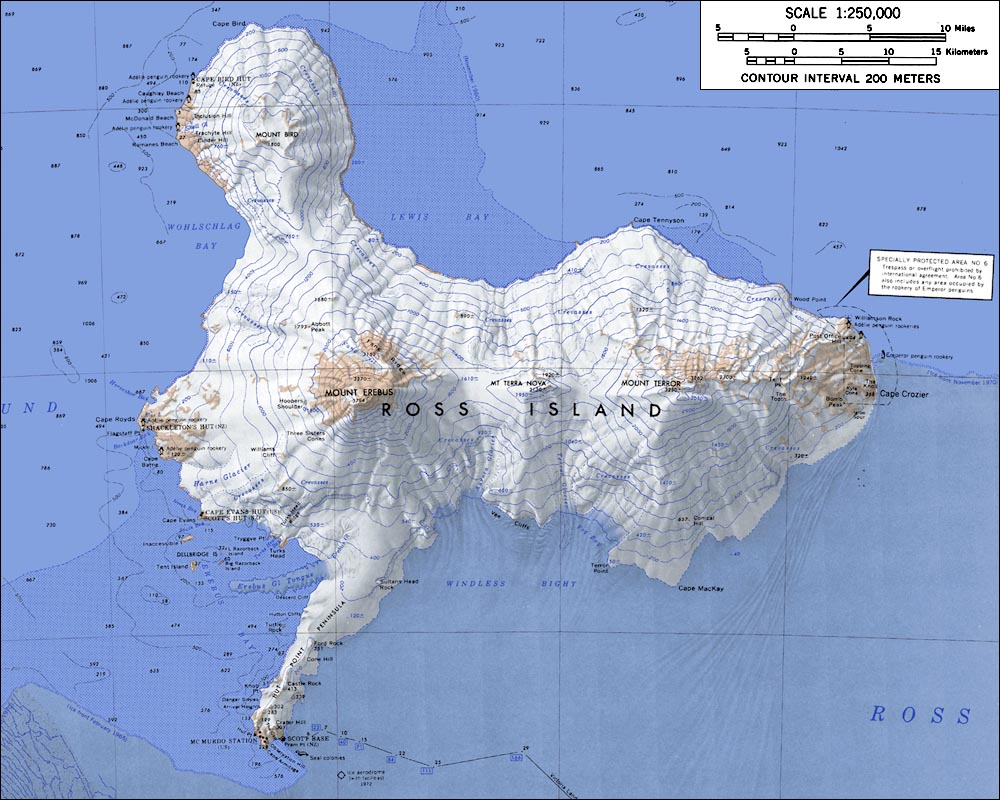
Carte de l'île de Ross montrant le mont Terra Nova, au centre de l'île.

Le mont Terra Nova est situé en Antarctique, au centre de l'île de Ross, baignée par la mer de Ross. Il est entouré par la mer de Ross au nord et au sud, par le mont Erebus à l'ouest et par le mont Terror à l'est.
Le mont Terra Nova est un volcan bouclier désormais éteint constitué d'un empilement de coulées de lave basaltiques et culminant à 2 130 mètres d'altitude.

## Histoire
Le mont Terra Nova a été nommé au cours de l'expédition Terra Nova menée par Robert Falcon Scott entre 1910 et 1913, en l'honneur du Terra Nova, le navire utilisé au cours de l'expédition.